# Lomatium ambiguum
Lomatium ambiguum är en flockblommig växtart som först beskrevs av Thomas Nuttall, och fick sitt nu gällande namn av John Merle Coulter och Joseph Nelson Rose. Lomatium ambiguum ingår i släktet Lomatium och familjen flockblommiga växter. Inga underarter finns listade i Catalogue of Life.